# Дальберг-Вендельсторф
Дальберг-Вендельсторф (нім. Dalberg-Wendelstorf) — громада в Німеччині, розташована в землі Мекленбург-Передня Померанія. Входить до складу району Північно-Західний Мекленбург. Складова частина об'єднання громад Лютцов-Любсторф.
Площа — 9,50 км2. Населення становить 542 ос. (станом на 31 грудня 2020).